# Aérodrome de Romans - Saint-Paul
L’aérodrome de Romans - Saint-Paul (code OACI : LFHE) est un aérodrome civil, ouvert à la circulation aérienne publique (CAP), situé sur la commune de Saint-Paul-lès-Romans à 3,5 km au nord-est de Romans-sur-Isère dans la Drôme (région Rhône-Alpes, France).
Il est utilisé pour la pratique d’activités de loisirs et de tourisme (aviation légère et aéromodélisme).

## Installations
L’aérodrome dispose de trois pistes en herbe :
- une piste orientée est-ouest (06/24 avions) longue de 935 m et large de 50 ;
- une piste orientée est-ouest (06/24 planeurs) longue de 885 m et large de 80, accolée à la première et réservée aux planeurs ;
- une piste orientée sud-nord (02/20) longue de 500 m et large de 80.

L’aérodrome n’est pas contrôlé mais dispose d’une aire à signaux. Les communications s’effectuent en auto-information sur la fréquence de 118,800 MHz.
S’y ajoutent :
- une aire de stationnement ;
- des hangars ;
- une station d’avitaillement en carburant (100LL) ;
- un restaurant[2].

## Rattachements
Romans - Saint-Paul est un petit aérodrome ne disposant pas de services de la DGAC. Pour l'information aéronautique, la préparation des vols et le dépôt des plans de vol il est rattaché au Bureau régional d'information et d'assistance au vol (BRIA) de l'aéroport Lyon-Saint-Exupéry. Le suivi des vols sous plan de vol et le service d'alerte sont assurés par le Bureau de télécommunications de l'information de vol (BTIV) du Centre en route de la navigation aérienne Sud-Est situé à Aix-en-Provence.

## Activités

### Loisirs et tourisme
- Association club vol moteur
- Association Vercors vol à voile
- ULM évasion

### Sociétés implantées
- Aéro Service Romans